# Gerrit Nauber
Gerrit Nauber (Georgsmarienhütte, 13 april 1992) is een Duitse voetballer die bij voorkeur als centrale verdediger speelt. Hij speelde meer dan honderd duels op het tweede niveau van Duitsland. In de zomer van 2021 tekende hij een eenjarig contract bij het dat jaar naar de Eredivisie gepromoveerde Go Ahead Eagles. Vervolgens verlengden hij en de club het contract meermaals.

## Clubcarrière

### Bayer Leverkusen
Nauber begon met voetballen bij TuS Glane uit Bad Iburg en speelde daarnaast ook een jaar in de jeugdafdeling van Viktoria 08 Georgmarienhütte. Tot 2008 speelde hij in de jeugdteams van VfL Osnabrück, waarna hij de overstap maakte naar de jeugdopleiding van Bayer 04 Leverkusen. In het seizoen 2011-2012 maakte hij bij Leverkusen in het tweede elftal zijn minuten.

### Sportfreunde Lotte
Na dit seizoen speelde Nauber meerdere jaren in de Regionalliga West bij Sportfreunde Lotte. Met deze club won hij in 2015 de Westfalen Cup en wist hij het seizoen (2015/2016) erop promotie te bewerkstelligen naar de 3. Liga. Nauber was dat seizoen aanvoerder van Sportfreunde Lotte.

### MSV Duisburg
In 2017 tekende Nauber bij MSV Duisburg dat toen net naar de 2. Bundesliga was gepromoveerd. Hier kwam hij in twee seizoenen tot 64 wedstrijden.

### SV Sandhausen
Vanaf het seizoen 2019/2020 speelde Nauber voor SV Sandhausen dat eveneens in de 2. Bundesliga actief is. Ook hier speelde hij twee seizoenen waarin hij tot 55 wedstrijden kwam.

### Go Ahead Eagles
In de zomer van 2021 trok Nauber naar het net naar de Eredivisie gepromoveerde Go Ahead Eagles. Daar tekende hij een contract voor één seizoen. Op 13 augustus maakte hij tegen SC Heerenveen (0-1 nederlaag) zijn debuut voor Go Ahead. De club eindigde in zijn eerste seizoen in Nederland als dertiende en raakte bovendien tot in de halve finale van de KNVB Beker. Hij tekende vervolgens meermaals bij; in november 2024 tekende hij een nieuw contract tot 2026 met een optie voor nog een jaar.
Op 21 april 2025 won hij tegen AZ voor het eerst in de clubgeschiedenis de KNVB Beker door op strafschoppen te winnen. 

## Clubstatistieken
| Seizoen | Club                | Competitie        | Competitie | Competitie | Beker | Beker | Playoffs | Playoffs | Totaal | Totaal |
| Seizoen | Club                | Competitie        | Wed.       | Dlp.       | Wed.  | Dlp.  | Wed.     | Dlp.     | Wed.   | Dlp.   |
| ------- | ------------------- | ----------------- | ---------- | ---------- | ----- | ----- | -------- | -------- | ------ | ------ |
| 2011/12 | Bayer Leverkusen II | Regionalliga West | 36         | 1          | 0     | 0     | —        | —        | 36     | 1      |
| 2012/13 | Sportfreunde Lotte  | Regionalliga West | 37         | 1          | 2     | 0     | 2        | 0        | 41     | 1      |
| 2013/14 | Sportfreunde Lotte  | Regionalliga West | 28         | 2          | 1     | 0     | —        | —        | 29     | 2      |
| 2014/15 | Sportfreunde Lotte  | Regionalliga West | 33         | 0          | 6     | 0     | —        | —        | 39     | 0      |
| 2015/16 | Sportfreunde Lotte  | Regionalliga West | 34         | 3          | 6     | 0     | 2        | 0        | 42     | 3      |
| 2016/17 | Sportfreunde Lotte  | 3. Liga           | 37         | 5          | 9     | 0     | —        | —        | 46     | 5      |
| 2017/18 | MSV Duisburg        | 2. Bundesliga     | 34         | 1          | 1     | 0     | —        | —        | 35     | 1      |
| 2018/19 | MSV Duisburg        | 2. Bundesliga     | 30         | 1          | 2     | 0     | —        | —        | 32     | 1      |
| 2019/20 | SV Sandhausen       | 2. Bundesliga     | 31         | 1          | 1     | 0     | —        | —        | 32     | 1      |
| 2020/21 | SV Sandhausen       | 2. Bundesliga     | 24         | 0          | 1     | 0     | —        | —        | 25     | 0      |
| 2021/22 | Go Ahead Eagles     | Eredivisie        | 27         | 0          | 4     | 0     | —        | —        | 31     | 0      |
| 2022/23 | Go Ahead Eagles     | Eredivisie        | 19         | 0          | 2     | 0     | —        | —        | 21     | 0      |
| 2023/24 | Go Ahead Eagles     | Eredivisie        | 25         | 2          | 3     | 1     | 2        | 0        | 30     | 3      |
| 2024/25 | Go Ahead Eagles     | Eredivisie        | 27         | 2          | 5     | 1     | —        | —        | 32     | 3      |
| Totaal  | Totaal              | Totaal            | 422        | 19         | 43    | 2     | 6        | 0        | 471    | 21     |

Bijgewerkt op 23 april 2025.

## Interlandcarrière
Nauber speelde interlands voor verschillende jeugdelftallen van Duitsland. In 2009 werd hij met Duitsland onder 17 Europees Kampioen nadat in de finale Nederland met 2-1 werd verslagen.

## Erelijst

### Go Ahead Eagles
KNVB Beker:
- Winnaar (1): 2024/25

1 Plogmann ·
2 Deijl  ·
3 Nauber ·
4 Kramer ·
5 James ·
6 Twigt ·
7 Breum ·
8 Linthorst ·
9 Smit ·
10 Tengstedt ·
11 Sivertsen ·
14 Pettersson ·
15 Weijenberg ·
16 Edvardsen ·
17 Suray ·
19 Antman ·
21 Llansana ·
22 De Busser ·
24 Everink ·
26 Dirksen ·
27 Stokkers ·
29 Adelgaard ·
30 Jansen ·
31 Boakye ·
33 Verdoni ·
Coach: Simonis
· Assistent-trainer: F. Berghuis
· Assistent-trainer: T. Berghuis
· Assistent-trainer: Van der Ree
· Keeperstrainer: Weghorst